# Volumi polmonari

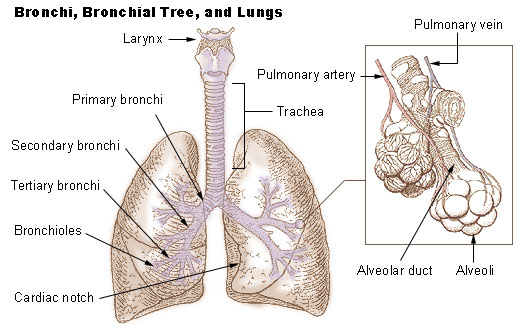
Polmoni e bronchi

I volumi polmonari sono delle grandezze respiratorie che vengono calcolate con la spirometria e che vengono utilizzati in ambito diagnostico.

## Classificazione
I volumi polmonari si dividono in:
- volumi polmonari statici, si misurano con atti respiratori lenti
- volumi polmonari dinamici, si misurano con atti respiratori veloci.

## Descrizione
Come premessa, l'inspirazione è la fase dell'atto respiratorio in cui l'aria ricca di ossigeno arriva ai polmoni, attraverso le vie respiratorie; l'espirazione invece è l'emissione dei "prodotti di scarto" quali anidride carbonica e vapore acqueo.
La frequenza è il numero di atti respiratori che si effettuano in un minuto, in media 14-15. I volumi e le capacità polmonari vengono confrontate con i valori teorici (valori di riferimento che sono in relazione all'altezza, all'età ed al sesso del soggetto in cui vengono calcolati).

## Volumi polmonari statici

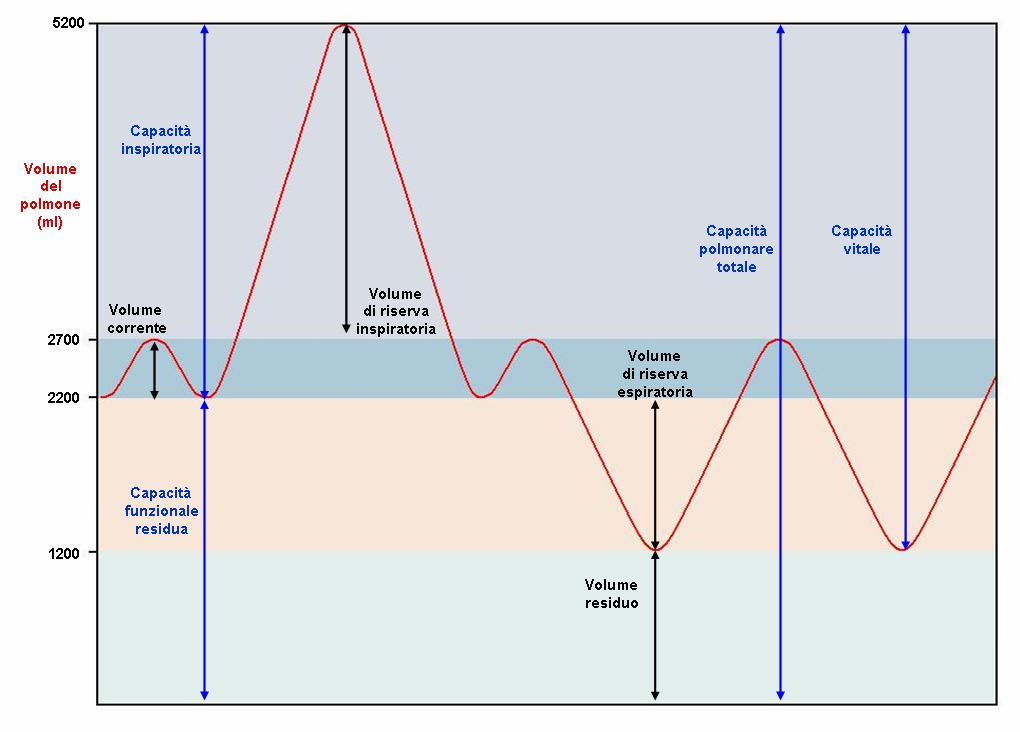
Volumi e capacità polmonari

I volumi polmonari statici sono singoli volumi che non possono essere ulteriormente divisi, e sono:
- Volume corrente: quantità d'aria che viene mobilizzata con ciascun atto respiratorio non forzato (300-500 ml). Per sapere quanta aria arriva agli alveoli (e quindi viene scambiata) si deve calcolare il volume alveolare, che si ottiene sottraendo dal volume corrente il volume dello spazio morto anatomico. Lo spazio morto anatomico è il volume di aria intrappolata nelle vie aeree di conduzione (dalla bocca ai bronchioli terminali). Nello spazio morto anatomico non avviene la diffusione dell'O2 e della CO2 fra aria e sangue, ha solo una funzione di conduzione, cioè di portare l'aria agli alveoli. Il volume dello spazio morto è in media 150 cc, e si può calcolare approssimativamente moltiplicando il peso in kg x 2 cc/kg.
- Volume di riserva inspiratorio: quantità massima di aria che, dopo un'inspirazione normale, può essere ancora introdotta nei polmoni forzatamente.
- Volume di riserva espiratorio: quantità massima di aria che, dopo un'espirazione normale, può essere ancora espulsa con un'espirazione forzata.
- Volume residuo: è l'aria che resta nei polmoni  dopo un'espirazione forzata. Questo volume non può essere misurato direttamente e si calcola con vari metodi: pletismografia, mixing dell'elio, wash out dell'azoto. Il suo aumento è segno di iperdistensione polmonare da broncostrizione o di enfisema polmonare. È anche una grandezza molto importante in medicina legale, in quanto l'assenza di questa aria residua è indice di morte per soffocamento.

## Volumi polmonari dinamici
I volumi polmonari dinamici sono indicativi dell'aumento delle resistenze al flusso nelle vie aeree e del ridotto ritorno elastico del polmone.
Il principale volume polmonare dinamico è il "Volume Espiratorio Massimo ad 1 Secondo" (VEMS o, in inglese, FEV1). Esso è dato dalla quantità di aria emessa nel primo secondo di un'espirazione forzata. Viene messo in rapporto con la capacità vitale forzata secondo la seguente formula: VEMS * 100 / CVF, tale rapporto è chiamato indice di Tiffeneau.
Una riduzione del VEMS e del Tiffeneau indicano una broncostrizione con difficoltà espiratoria (asma, broncopneumopatia cronica ostruttiva) e/o una riduzione del ritorno elastico del polmone (enfisema).
Un altro volume dinamico è la "Massima Ventilazione al Minuto" (MVV) che è la massima quantità di aria mobilizzabile in un minuto respirando al massimo della capacità dell'individuo. È un valore che ha perso gran parte della sua importanza, tanto che non viene quasi mai calcolato dagli spirometri più moderni.

## Capacità polmonari
Le capacità polmonari invece sono somme di volumi, esse sono:
- Capacità vitale: somma del Volume Corrente, più quello di Riserva Inspiratorio e quello di Riserva Espiratorio. È la massima quantità di aria che può essere mobilizzata in un singolo atto respiratorio, partendo da una inspirazione forzata massimale e arrivando ad una espirazione forzata massimale.
- Capacità polmonare totale: somma della Capacità Vitale più il Volume Residuo, è la massima quantità di aria che può essere contenuta nei polmoni. Il valore medio in millilitri negli uomini è di 6400 e nelle donne di 4200[1].
- Capacità inspiratoria: somma del Volume Corrente più il Volume di Riserva Inspiratorio. È la quantità massima di aria che si può inspirare partendo da una espirazione eupnoica.
- Capacità funzionale residua: somma della Riserva Espiratoria e del Volume Residuo. È la quantità di aria che resta nel nostro apparato respiratorio dopo una espirazione eupnoica. A questo volume il sistema respiratorio è in equilibrio.

Il rapporto fra volume residuo *100 / capacità polmonare totale si chiama indice di Motley ed il suo aumento è segno di iperdistensione polmonare da broncostruzione o di enfisema polmonare, come per il volume residuo.
- Ventilazione Polmonare: è il prodotto della Frequenza Respiratoria per il Volume Corrente. È l'aria che entra ed esce dai polmoni in un minuto. L'indagine che da sola valuta l'efficienza complessiva della ventilazione polmonare è la PaCO2.
- Ventilazione Alveolare: è data da ventilazione polmonare meno ventilazione dello Spazio morto. Rappresenta la quantità di aria nuova che arriva agli alveoli e quindi viene scambiata in un minuto.